# Bahnhof Uelzen
Bahnhof Uelzen vasútállomás Németországban, Uelzen tartományban. A német vasútállomás-kategóriák közül a második csoportba tartozik.

## Vasútvonalak
Az állomást az alábbi vasútvonalak érintik:
- Hannover–Hamburg nagysebességű vasútvonal
- Uelzen–Langwedel-vasútvonal
- Stendal–Uelzen-vasútvonal
- Uelzen–Dannenberg-vasútvonal
- Lehrte–Cuxhaven-vasútvonal

## Forgalom
| Járat  | Útvonal                                                                                  | Ütem (perc)      | Üzemeltető      |
| ------ | ---------------------------------------------------------------------------------------- | ---------------- | --------------- |
| ICE 20 | Hamburg-Altona – Uelzen – Hannover – Kassel-Wilhelmshöhe – Fulda – Frankfurt – Wiesbaden | bizonyos vonatok | DB Fernverkehr  |
| IC 26  | Stralsund – Hamburg – Uelzen – Hannover – Kassel-Wilhelmshöhe – Frankfurt                | 0120             | DB Fernverkehr  |
| IRE 1  | Hamburg – Uelzen – Salzwedel – Stendal – Berlin Ost                                      | bizonyos vonatok | DB Regio        |
| RE 2   | Uelzen – Celle – Hannover – Elze – Kreiensen – Göttingen                                 | 060              | metronom        |
| RE 3   | Uelzen – Lüneburg – Winsen – Hamburg                                                     | 060              | metronom        |
| RE 20  | Uelzen – Salzwedel – Hohenwulsch – Stendal – Tangerhütte – Magdeburg                     | 120              | DB Regio Südost |
| RB 31  | Uelzen – Lüneburg – Winsen – Hamburg-Harburg – Hamburg                                   | bizonyos vonatok | metronom        |
| RB 37  | Uelzen – Munster – Soltau – Langwedel – Bréma                                            | 120              | erixx           |
| RB 47  | Uelzen – Wittingen – Wahrenholz – Gifhorn – Meine – Braunschweig                         | 120              | erixx           |

## Kapcsolódó állomások
A vasútállomáshoz az alábbi állomások vannak a legközelebb:
- Bad Bevensen station (Hamburg Hauptbahnhof, Hannover–Hamburg nagysebességű vasútvonal, RE 3 Hamburg–Hannover)
- Stederdorf (Kr Uelzen) station (Braunschweig Hauptbahnhof, Stendal–Uelzen-vasútvonal, RB 47 (Niedersachsen))
- Ebstorf (Kr Uelzen) station (Bremen Hauptbahnhof, Uelzen–Langwedel-vasútvonal, RB 37)
- Suderburg station (Hannover Hauptbahnhof, Bahnhof Göttingen, Hannover–Hamburg nagysebességű vasútvonal, RE 3 Hamburg–Hannover, RE 2)